# Pulau Pituat
Pulau Pituat – wyspa rzeczna na Borneo na rzece Sungai Temburong u jej zbiegu z Sungai Labu. Położona jest w północno-zachodniej części dystryktu Temburong w Brunei.
Wyspa ma powierzchnię 369 ha. W pokrywających wyspę lasach mangrowych dominują przedstawiciele rodzajów korzeniara oraz Bruguiera z niewielką domieszką nipy.